# Cotorra d'Alexandra
La cotorra d'Alexandra (Polytelis alexandrae) és una espècie d'ocell de la família dels psitàcids que habita boscos, matolls i estepes de l'est d'Austràlia Occidental, sud-oest del Territori del Nord i nord-oest d'Austràlia Meridional.